# Some Gave All
Albums de Billy Ray Cyrus
It Won't Be the Last
(1993)
Singles
1. Achy Breaky Heart
Sortie : 23 mars 1992
2. Could've Been Me
Sortie : 22 juin 1992
3. Wher'm I Gonna Live?
Sortie : 17 octobre 1992
4. She's Not Cryin' Anymore
Sortie : 23 janvier 1993

Some Gave All est le premier album de Billy Ray Cyrus sorti en 1992. L'album a obtenu un grand succès, se vendant à 20 millions d'exemplaires à travers le monde, et battant certains records. Il est le premier album le plus vendu de tous les temps pour un artiste solo. Some Gave All est également l'album le plus vendu de 1992 aux États-Unis avec 4 832 000 exemplaires.

## Pistes
1. Could've Been Me
2. Achy Breaky Heart
3. She's Not Cryin' Anymore
4. Wher'm I Gonna Live?
5. These Boots Are Made for Walkin'
6. Someday, Somewhere, Somehow
7. Never Thought I'd Fall in Love with You
8. Ain't No Good Goodbye
9. I'm So Miserable
10. Some Gave All

## Certifications
| Pays                    | Certification | Unités certifiées |
| ----------------------- | ------------- | ----------------- |
| Australie (ARIA)        | 3 × Platine   | 210 000           |
| Canada (Music Canada)   | Diamant       | 1 000 000         |
| États-Unis (RIAA)       | 9 × Platine   | 9 000 000         |
| Nouvelle-Zélande (RMNZ) | Platine       | 15 000            |
| Royaume-Uni (BPI)       | Or            | 100 000           |